# Liste der Biografien/Burb
Liste der Biografien |
Portal Biografien |
Personensuche
# |
A |
B |
C |
D |
E |
F |
G |
H |
I |
J |
K |
L |
M |
N |
O |
P |
Q |
R |
S |
T |
U |
V |
W |
X |
Y |
Z |
?
 
Ba |
Be |
Bd |
Bg |
Bh |
Bi |
Bj |
Bl |
Bm |
Bn |
Bo |
Br |
Bs |
Bu |
Bw |
By |
Bz
 
Bua |
Bub |
Buc |
Bud |
Bue |
Buf |
Bug |
Buh |
Bui |
Buj |
Buk |
Bul |
Bum |
Bun |
Buo |
Buq |
Bur |
Bus |
But–Buz
 
Bura |
Burb |
Burc |
Burd |
Bure |
Burf |
Burg |
Burh |
Buri |
Burj |
Burk |
Burl |
Burm |
Burn |
Buro |
Burp |
Burq |
Burr |
Burs |
Burt |
Buru |
Burv |
Burw |
Burx |
Bury |
Burz
Die Liste der Biografien führt alle Personen auf, die in der deutschsprachigen Wikipedia einen Artikel haben. Dieses ist eine Teilliste mit 32 Einträgen von Personen, deren Namen mit den Buchstaben „Burb“ beginnt.

## Burb

### Burba
- Burba, Andrius (* 1978), litauischer Jurist und Politiker
- Burba, Edwin H. (1912–1970), US-amerikanischer Offizier, Generalmajor der US-Army
- Burba, Edwin H. Jr. (* 1936), US-amerikanischer Offizier, General der US-Army
- Burba, Malte (* 1957), deutscher Hochschullehrer und Musiker
- Burbach, Christiane (* 1948), deutsche evangelische Theologin
- Burbach, Frank (* 1945), deutscher Diplomat
- Burbach, Franz († 2021), deutscher Restaurator und Fernsehmoderator
- Burbach, Jana (* 1985), deutsche Drehbuchautorin
- Burbach, Julia, deutsche Opernregisseurin
- Burbach, Yve (* 1975), deutsche Schauspielerin
- Burbage, James († 1597), englischer Theatermanager
- Burbage, Richard († 1619), englischer Schauspieler und Theaterbesitzer
- Burban, Stefan (* 1975), deutscher Science-Fiction-Autor
- Burbank, Albert (1902–1976), US-amerikanischer Jazzmusiker
- Burbank, Daniel C. (* 1961), US-amerikanischer Astronaut
- Burbank, Elbridge Ayer (1858–1949), US-amerikanischer Maler
- Burbank, Helen E. (1898–1981), US-amerikanische Politikerin
- Burbank, John A. (1827–1905), US-amerikanischer Politiker, Gouverneur des Dakota-Territoriums
- Burbank, Luther (1849–1926), US-amerikanischer PflanzenzüchterLuther Burbank (1849–1926)

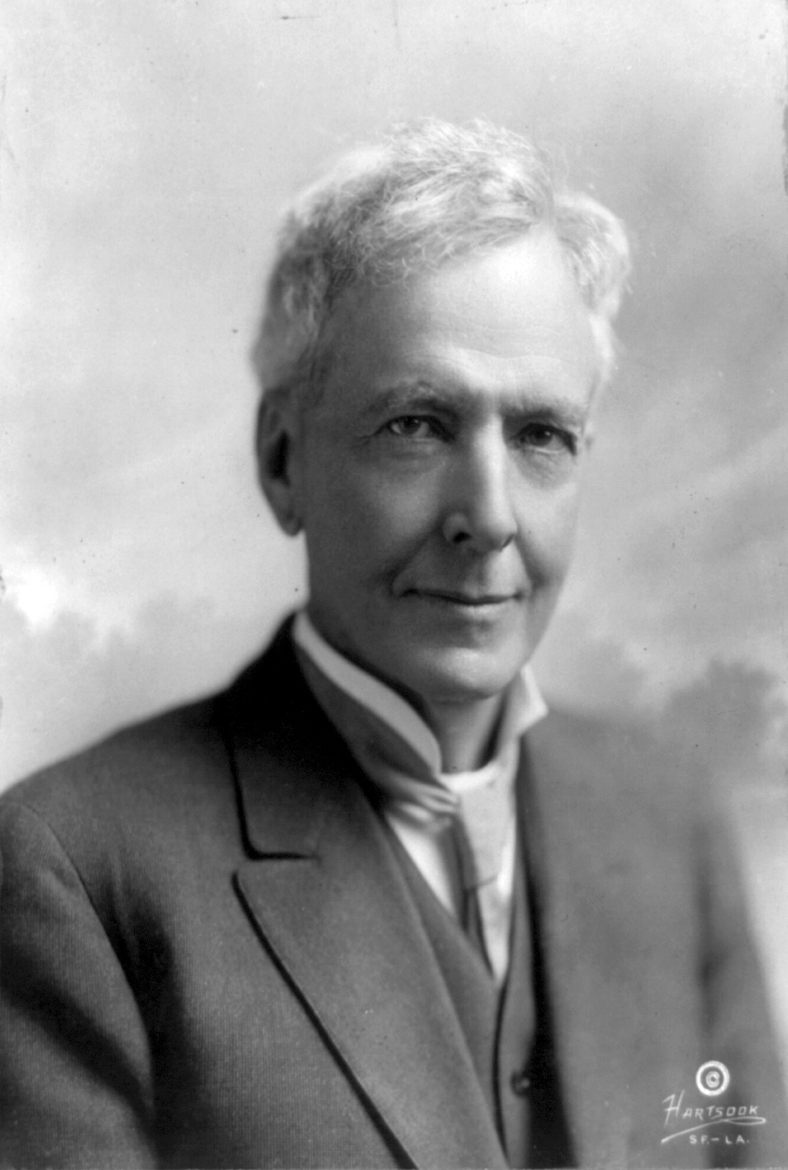
Luther Burbank (1849–1926)

- Burbarini, Deifebo (1619–1680), italienischer Maler
- Burbat, Wolf (* 1946), deutscher Jazzmusiker (Flöte, Saxophon, Synthesizer) und Komponist

### Burbi
- Burbidge, Andrew (* 1942), britisch-australischer Biologe und Naturschützer
- Burbidge, Geoffrey (1925–2010), britisch-US-amerikanischer Astrophysiker
- Burbidge, Margaret (1919–2020), US-amerikanische Astrophysikerin britischer Herkunft
- Burbidge, Michael Francis (* 1957), US-amerikanischer Geistlicher, römisch-katholischer Bischof von Arlington
- Burbidge, Nancy Tyson (1912–1977), australische Botanikerin, Museumskuratorin und Naturschützerin
- Burbienė, Sigita (* 1954), litauische Politikerin

### Burbr
- Burbridge, Lyle J. (1922–2006), US-amerikanischer Tonmeister

### Burbu
- Burbuleius Optatus Ligarianus, Lucius, römischer Suffektkonsul 135
- Burbulis, Gennadi Eduardowitsch (1945–2022), russischer Politiker und Philosoph
- Burbulla, Horst (* 1959), deutscher Erfinder und Unternehmer
- Burbury, Stanley (1909–1995), australischer Jurist und Gouverneur von Tasmanien